# Wolfgang Stammberger
Wolfgang Stammberger (* 14. Juli 1920 in Coburg; † 1. Mai 1982 ebenda) war ein deutscher Politiker (FDP, später SPD). Von 1961 bis 1962 war er Bundesminister der Justiz und von 1970 bis 1978 Oberbürgermeister von Coburg.

## Leben

### Ausbildung und Beruf
Nach dem Abitur 1939 begann Wolfgang Stammberger ein Studium der Rechts- und Staatswissenschaften, welches er 1940 wegen Kriegsdienstes, zuletzt als Leutnant der Reserve, unterbrechen musste und dann nach Kriegsgefangenschaft 1946 mit dem ersten sowie 1949 mit dem zweiten juristischen Staatsexamen beendete. 1948 erfolgte seine Promotion zum Dr. iur. mit der Arbeit Der Anspruch auf Schadensersatz aus Hilfeleistung. Seit 1949 war er als Rechtsanwalt zugelassen.

### Partei
Von 1946 bis 1964 war er Mitglied der FDP. Hier engagierte er sich zunächst bei den Jungdemokraten, deren Landesvorsitzender in Bayern er von 1946 bis 1948 war. Am 3. Juni 1964, gut 18 Monate nach seinem Rücktritt als Bundesminister, trat er aus der FDP aus und wurde Mitglied der SPD. Diesen Schritt begründete er vor allem mit der schwindenden Bedeutung der FDP, da die SPD auf dem Weg zu einer liberalen Volkspartei sei. Nachdem er sich mit der Stadtratsfraktion der SPD überworfen hatte und 1978 nicht erneut zur Oberbürgermeisterwahl in Coburg aufgestellt wurde, verließ er die SPD noch im selben Jahr.
Unterlagen zu seiner politischen Tätigkeit liegen im Stadtarchiv Coburg.

### Abgeordneter
Von 1953 bis 1969 gehörte Wolfgang Stammberger dem Deutschen Bundestag an. Er zog 1953 als direkt gewählter Abgeordneter des Wahlkreises Coburg und danach stets über die Landesliste Bayern in den Bundestag ein. Dort war er von 1957 bis 1961 Vorsitzender des Ausschusses für Gesundheitswesen; er war damals der jüngste amtierende Ausschussvorsitzende. Am 3. Juni 1964 wechselte er in die SPD-Bundestagsfraktion.

### Öffentliche Ämter
Nach der Bundestagswahl 1961 wurde er am 14. November 1961 als Bundesminister der Justiz in die von Bundeskanzler Konrad Adenauer geführte Bundesregierung berufen. In seine Amtszeit fielen die Affäre um die Berufung von Wolfgang Fränkel zum Generalbundesanwalt und die Spiegel-Affäre, in der er rechtswidrig von Verteidigungsminister Franz Josef Strauß übergangen wurde und in deren Gefolge er am 19. November 1962 gemeinsam mit den anderen FDP-Bundesministern von seinem Amt zurücktrat.
Von 1970 bis 1978 war er Oberbürgermeister von Coburg.

## Privates
Wolfgang Stammberger war verheiratet und hatte drei Kinder. Seine Nichte Sabine Leutheusser-Schnarrenberger folgte ihm nach 30 Jahren im Amt nach. Er war ein Mitglied im Bund der Freimaurer, seine Logen Zur Fränkischen Krone und Prometheus sind in Coburg und Bonn ansässig.